# Нечай, Иван
Иван Нечай (? — после 1669(?)) — показаченный шляхтич, чаусский и белорусский полковник, зять Богдана Хмельницкого.

## Биография
Иван Нечай происходил из шляхетского рода Мстиславского воеводства. Когда в 1649 году Богдан Хмельницкий назначил Даниила Нечая, брата Ивана, брацлавским полковником, Иван вместе с братом выехал в Брацлав. В 1650 году стал представителем гетмана при дворе крымского хана. В том же году женился на средней дочери Богдана Хмельницкого, Степаниде. Вернулся на Украину только в 1654 году, после Переяславской рады.
С началом русско-польской войны Иван Нечай был послан в полки наказного гетмана Ивана Золотаренко. В Литовском походе «северского гетмана», Нечай служил сотником и входил в ближайшее окружение Золотаренко. После гибели наказного гетмана в 1655 году, возглавил полки Войска Запорожского, действовавшие в Литве и провозгласил себя «полковником чаусским и новобыховским» *(иногда еще подписывал документы и как полковник стародубский).
В январе 1656 г. был назначен Богданом Хмельницким полковником Белорусского казацкого полка. Главной базой его полка в 1656—1658 гг. являлось местечко Чаусы Могилевского уезда, отдельные его подразделения дислоцировались в ряде белорусских уездов: Могилевском, Борисовском, Минском.
В это время от местных жителей к царю Алексею Михайловичу стали поступать жалобы, что Нечай, набрав «гультяев», начал насильно записывать в казаки шляхту, мещан и крестьян, а всех, кто отказывался от записи в казаки, приказывал грабить, пытать и казнить. Авраам Лопухин передал гетману Хмельницкому требование провести расследование, а «тому полковнику Ивану Нечаю за такое его многое воровство учинить наказанье жестокое, чтоб на то смотря иним не повадно било такое самовольство чинить». Для проверки этих жалоб гетман Хмельницкий в апреле 1656 года отправил к Нечаю полковника Антона Ждановича, но Нечай сумел оправдаться. В 1656 году, полки Нечая наконец взяли Старый Быхов (при осаде которого погиб гетман Золотаренко).
Жалобы на Нечая от местных жителей продолжали поступать, и в апреле 1657 года к Хмельницкому был отправлен окольничий Фёдор Бутурлин, который от царского имени потребовал от гетмана прекращения разорения присяжной шляхты казаками Нечая. Гетман ответил послам, что он прикажет провести расследование и казнить виновных. Богдан Хмельницкий отправил Нечаю письмо и приказал «чтоб шляхте кривд никаких не чинили».

## Восстание Ивана Нечая
В 1658 году Нечай поддержал Гадячский договор гетмана Ивана Выговского и перешел на сторону Речи Посполитой. Получил амнистию от короля Яна-Казимира и был пожалован бобруйским староством.
В сентябре 1658 года Иван Нечай во главе казацких отделов, набранных из местных горожан, крестьян и шляхты, поднял восстание против русских войск. Первоначально под контролем казаков находились Старый Быхов, Рославль и Чаусы. Уже к началу ноября повстанцами были взяты Головчин, Новый Быхов, Борисов. Оказывая поддержку польско-литовским войскам, казаки Нечая в ноябре 1658 года разорили окрестности Шклова. Как сообщал воевода князь Юрий Долгоруков, «а Шкловский уезд, около города Шклова, села и деревни позжены, и конских кормов нет от войны черкасских полковников Нечая и Мурашки с черкасы». В Кричеве горожане сами выбили русский гарнизон и перешли на сторону Нечая. Подобное произошло в Мстиславле. В районе Мстиславля и Рославля Иван Нечай действовал совместно с старобыховским полковником Самойлом Выговским, братом Ивана Выговского, поддерживал связь с последним, а также с Юрием Хмельницким.
В марте 1659 года казацкие отряды Нечая, Мурашки и Выговского, стремившиеся деблокировать осаждённый Мстиславль, потерпели поражение от русского войска князя И. И. Лобанова-Ростовского.
В период восстания наблюдался массовый переход на сторону Нечая белорусской и литовской шляхты, присягнувшей царю в начале русско-польской войны. К концу 1658 года Нечай контролировал восточную часть Великого княжества Литовского. Однако из-за отсутствия серьёзной поддержки со стороны литовской армии и гетмана Выговского восстание Нечая уже к маю 1659 года было подавлено русской армией.
После избрания гетманом Юрия Хмельницкого русское правительство потребовало судить Нечая по войсковым правилам. Хмельницкий попросил простить его шурина и получил на это согласие царя Алексея Михайловича при условии, что Нечай оставит Старый Быхов. Но Нечай отказался, продолжил «чинить царского величества ратным людям и Войску Запорожскому всякие нетерпимые злости и не сдавал Старого Быхова».
14 декабря 1659 года армия князя Ивана Лобанова-Ростовского и С. Д. Змеева штурмом взяла Старый Быхов, захватив в плен полковников Ивана Нечая и Самуила Выговского. Нечай был отправлен в Москву и сослан в Тобольск. Точных известий о его дальнейшей судьбе нет, но известно, что в 1669 году некий Иван Нечай прибыл из Литвы к Петру Дорошенко. Возможно, Нечай был освобожден после Андрусовского перемирия в ходе обмена пленными. По некоторым данным, после возврата в Речь Посполитую получил загальское староство в Речицком повете.